# Lebkuchengewürz

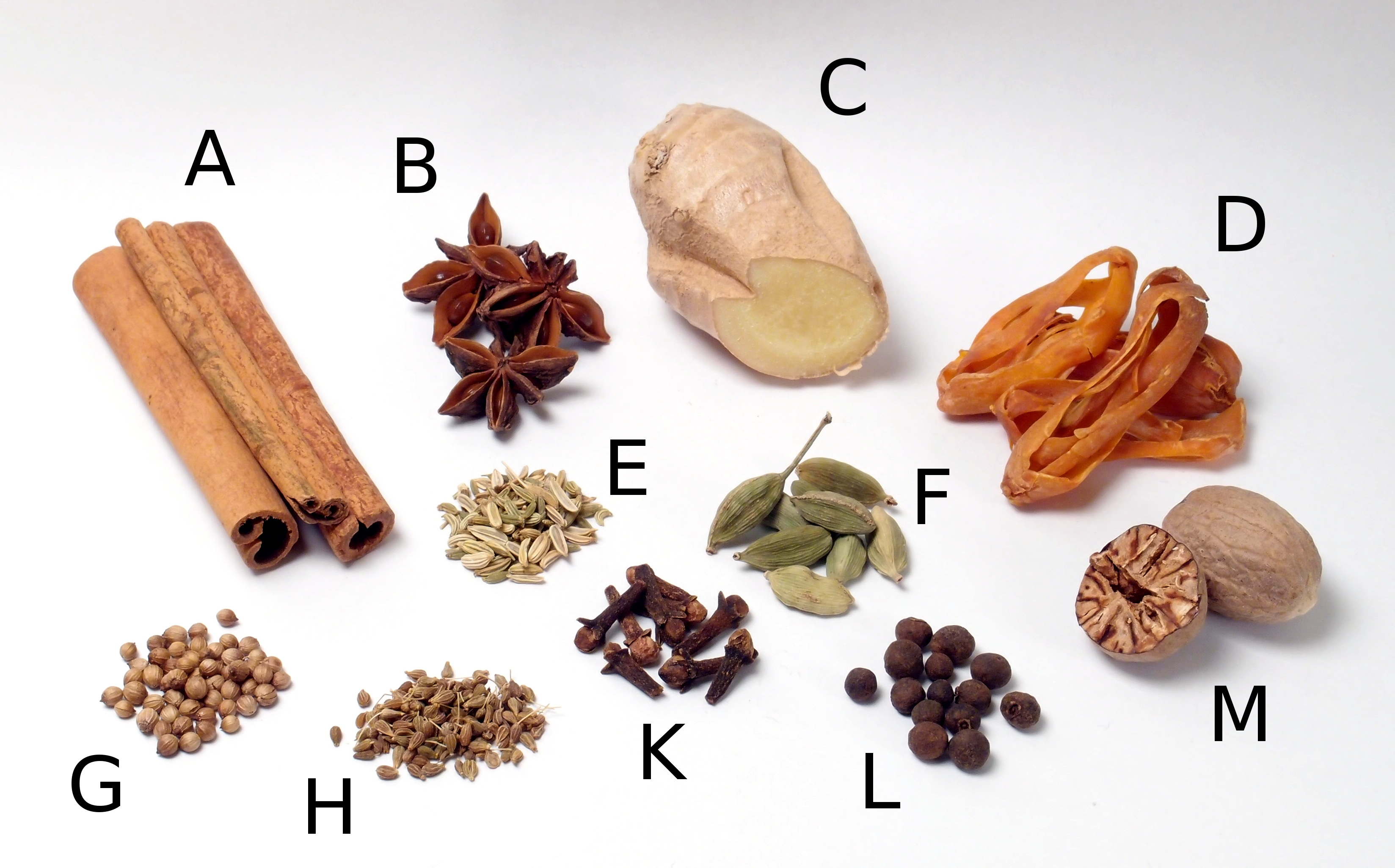
Lebkuchengewürze:
A Zimt, B Sternanis, C Ingwer, D Macis, E Fenchel, F Kardamom, G Koriander, H Anis, K Gewürznelken, L Piment, M Muskatnuss

Das Lebkuchengewürz ist eine Gewürzmischung, die traditionell bei der Zubereitung des namensgebenden Gebäcks verwendet wird. Heutzutage wird es nicht nur bei der Herstellung der eigentlichen Lebkuchen eingesetzt, sondern auch für andere Produkte, wie Joghurt, Schokolade, Tee- oder Kaffeemischungen, denen damit ein saisonales, weihnachtlich / winterliches Aroma verliehen werden soll.

## Zusammensetzung
Eine festgesetzte, überall gebräuchliche Standardmischung für Lebkuchengewürz gibt es nicht. Die Rezepturen unterscheiden sich für die einzelnen Lebkuchenspezialitäten, die genaue Zusammensetzung ist gut gehütetes Geheimnis der Lebkuchenbäcker. Dabei gibt es durchaus regionale Vorlieben. So ist beispielsweise in deutschen Rezepten häufig Zimt in recht hohem Anteil vertreten, während dieser in ost- oder nordeuropäischen Rezepten ganz fehlt oder nur sehr zurückhaltend eingesetzt wird. Umgekehrt findet sich Pfeffer nur sprachlich in deutschen Pfefferkuchen wieder, wohingegen er in Osteuropa tatsächlich in regionalen Rezepten eingesetzt wird. Eine im süddeutschen Raum verwendete Lebkuchen-Gewürzmischung kann zum Beispiel Zimt, Nelken, Piment, Koriander, Ingwer, Kardamom und Muskatnuss oder Macis enthalten. Eine mögliche Pfefferkuchenmischung enthält Anis, Ingwer, Pfeffer und Piment. Häufig werden neben eigentlichen Gewürzen auch noch weitere Aromen verwendet wie Schalen von Zitrusfrüchten (Orange, Zitrone oder Pomeranze) oder Blütenwasser, wie Orangen- oder Rosenblütenwasser.
Lebkuchengewürz ist als Gewürzmischung auch im Handel erhältlich. In diesen Gewürzmischungen befinden sich allerdings nur trockene Gewürze, die bereits feinkörnig gemahlen sind.

## Besondere Gewürzmischungen
Neben dem Lebkuchengewürz gibt es eine Reihe weiterer Gewürzmischungen, die ebenfalls saisonal für bestimmte Produkte eingesetzt werden und sich aus ähnlichen Gewürzen zusammensetzen.

### Neunerlei Gewürz
Eine traditionelle Gewürzmischung für Lebkuchen ist das „Neunerlei Gewürz“. Hintergrund dieser Gewürzmischung ist die Symbolik, dass neun Gewürze für ein vollendetes Lobpreis Gottes stehen. Damit soll einerseits auf die Trinität, anderseits auf die drei Elemente Erde, Luft und Wasser sowie auf die Dreiheit Erde, Himmel und Hölle verwiesen werden. Die neun Gewürze sind: Piment / Nelkenpfeffer, Zimt, Ingwer, Anis, Koriander, Kardamom, Muskat, Nelken und Fenchel.

### Glühweingewürz
Die bei der Zubereitung von Glühwein verwendeten Gewürze sind der Lebkuchengewürzmischung sehr ähnlich und ebenso wie diese auch im Handel als fertige Mischung erhältlich und werden meist im Teebeutel angeboten. Häufige Glühweingewürze sind Zimt, Nelken, Schale von Orange oder Zitrone und Anis.

### Spekulatiusgewürz
Auch das Spekulatiusgewürz ist eine nicht eindeutig festgelegte, aber dennoch recht typische Mischung von Gewürzen, die für ein ebenfalls weihnachtliches Gebäck charakteristisch ist. Die verwendeten Gewürze für Spekulatius ähneln denen für Lebkuchen sehr, sind jedoch nicht ganz so vielseitig: Neben einem hohen Anteil Zimt sind dies Muskat, Nelken, Kardamom, Anis und Zitronenschale.